# 丘盧奧塔
丘盧奧塔（英語：Chuluota）是位於美國佛羅里達州塞米諾爾縣的一個人口普查指定地區。

## 地理
丘盧奧塔的座標為28°38′29″N 81°07′28″W / 28.64139°N 81.12444°W，而該地最高點為海拔高度18米（即59英尺）。

## 人口
根據2010年美國人口普查的數據，丘盧奧塔的面積為5.70平方千米，當中陸地面積為4.70平方千米，而水域面積為1.00平方千米。當地共有人口2483人，而人口密度為每平方千米435人。